# M59-UCD3
M59-UCD3 è una galassia nana ultra-compatta situata in direzione della costellazione della Vergine.
È una galassia satellite di M59, una delle galassie ellittiche più grandi dell'Ammasso della Vergine di cui fanno parte.
Insieme ad altre recentemente individuate, è una delle più dense galassie conosciute, attualmente è la seconda più densa dopo M85-HCC1 e precede M60-UCD1.
Infatti, pur essendo 200 volte più piccola della Via Lattea, la sua densità stellare è 10.000 volte maggiore a confronto della regione della nostra galassia in cui risiede il Sole.
È ancora incerta l'origine di queste galassie nane ultra-compatte, anche se l'opinione prevalente è che si tratti di galassie impoverite dall'interazione con galassie massicce che hanno inglobato la maggior parte della massa, lasciando solo i nuclei centrali molto densi, dove è presente un buco nero supermassiccio.
Proprio il riscontro di un'abbondante quantità di elementi pesanti come il ferro avvalora l'ipotesi che in origine fossero galassie molto più grandi.